# Esquay-Notre-Dame
Esquay-Notre-Dame é uma comuna francesa na região administrativa da Normandia, no departamento Calvados. Estende-se por uma área de 3,02 km². Em 2010 a comuna tinha 1 446 habitantes (densidade: 478,8 hab./km²).